# Hunters
Hunters è una serie televisiva statunitense trasmessa su Syfy, creata da Natalie Chaidez e prodotta da Chaidez, Emile Levisetti e Gale Anne Hurd. Basata sul romano di successo di Whitley Strieber, Alien Hunter, la serie è stata trasmessa dall'11 aprile 2016.

## Trama
Flynn Carroll è un ex agente FBI decorato, che lavora come detective della polizia di Filadelfia. Quando sua moglie Abby scompare misteriosamente, inizia una serie di indagini che lo condurranno ad un'unità governativa segreta che dà la caccia ad un gruppo di terroristi di origine aliena, chiamati "Hunters".

## Episodi
| Stagione       | Episodi | Prima TV originale | Prima TV Italia |
| -------------- | ------- | ------------------ | --------------- |
| Prima stagione | 13      | 2016               | inedita         |

## Personaggi e interpreti
- Flynn Carroll, interpretato da Nathan Phillips.
- Allison Regan, interpretata da Britne Oldford.
- Lionel McCarthy, interpretato da Julian McMahon.
- Abby Carroll, interpretata da Laura Gordon.
- Truss Jackson, interpretato da Lewis Fitz-Gerald.
- Emme Dawson, interpretata da Shannon Berry.
- Dylan Briggs, interpretato da Mark Coles Smith.
- Jules Callaway, interpretato da Gareth Davies.